# قبة مثلثة
في الهندسة الرياضية، القبة المُثلَّثة قبةٌ قاعدتها الكبرى مُسدَّس والصغرى مُثلَّثات، لها 8 وجوه و15 حرفًا و9 رؤوس.
القبة المُثلَّثة متعدد وجوه مُحدَّب، لو كانت حروفها متساوية الطول، تُوصَف القبة عندها بأنها منتظَمة، وتستوفي عندنا شروط مجسمات جنسون، وهي المُجسم الثالث في قائمة المجسمات تلك، رمزها: {\displaystyle J_{3}}. يُقصد بالقبة المثلثة القبةُ المُثلَّثة المنتظَمة ما لا يُشَر إلى خلاف ذلك.
يُمكن إنشاء القبة المثلثة بقطع ذي وجوه مكعبي ثماني بمستو يمر برؤوسه الستة التي تشكل مسدسًا منتظمًا، ويمكِن أيضًا استخدام القبة المثلثة لإنشاء متعددات وجوه أخرى بلصقها على أحد وجوه متعدد وجوه آخر.

## الخواص
القبة المُثلَّثة متعدد وجوه منتظَم 8 وجوه: 4 مُثلَّثات متساوية الأضلاع و3 مُربَّعات ومُسدَّس منتظَم واحد، وهي من الموشوريات: قاعدتها الكبرى المُسدَّس والصغرى مُثلثٌ. قياس الزاوية ثنائية الوجه بين كل مثلث والمُسدَّس 70.5°، وبين كل مربع والمُسدَّس  54.7°، وبين كل مربع ومثلث 125.3°.. 
لأن القبة المثلثة مُحدَّبة ووجوها كلها مُنتظَمة، فهي تصنف ضمن مُجسَّمات جنسون، وهي المُجسَّم الثالث في قائمة المجسمات رمزها: {\displaystyle J_{3}}.
لو كان طول حرف القبة المُثلَّثة {\displaystyle a}، فإن مساحة سطحها {\displaystyle A} تساوي مجموعة مساحات سطوح وجوهها الثمانية، أي:
{\displaystyle A=\left(3+{\frac {5{\sqrt {3}}}{2}}\right)a^{2}\approx 7.33a^{2}.}
أما طول عامدها {\displaystyle h}، وهو الخط المستقيم الواصل بين القاعدتين والعمودي على كل منهما، وحجمها  {\displaystyle V}  فيُحسبان بالعلاقة:
{\displaystyle {\begin{aligned}h&={\frac {\sqrt {6}}{3}}a\approx 0.82a,\\V&=\left({\frac {5}{3{\sqrt {2}}}}\right)a^{3}\approx 1.18a^{3}.\end{aligned}}}
للقبة المثلثة محور تناظر يمر من مركز قاعدتيها الكبرى والصغرى، وهي متناظرة بالتدوير لو دوِّرت حول محور تناظرها: دورة كاملة أو ثلثاها أو ثلثها. وهي متناظر مرآتيًا بالنسبة لأي مستوٍ منصفٍ لقاعدتها المسدسة وعمودي عليها، لذلك فإن لها تناظرًا هرميًا وزمرة دورية {\displaystyle C_{3\mathrm {v} }} رتبتها 6.

## متعددات وجوه ذات صلة
يُمكن أن تستعمل القبة المثلثة لإنشاء عدد من متعددات الوجوه، أشهرها ذو الوجوه المكعبي الثماني الذي ينتج بإلصاق القاعدتين الكُبريين لقبتين مثلثتين واحدة إلى الأخرى على مع برم إحداهما كي لا تتطابق الوجوه المتقابلة في كل منها: أي مربع مقابل مُثلَّث.
يُمكن أن تستعمَل قبة مثلثة غير منتظمة نسبة طول حرفها المائل إلى حرف قاعدتها: {\textstyle 1:{\frac {1}{2}}{\sqrt {2}}}، في إنشاء مجسمين أرخميديين:
- رباعي وجوه مبتور[الإنجليزية]، بلصق وجوهها المستطيلة بعضها إلى بعض،
- ثماني وجوه مبتور[الإنجليزية] بلصق وجوهها المثلثة بعضها إلى بعض.

تُستعمل القبة المُثلَّثة في عمليات إنشاء مجسمات جنسون أخرى هذا تفصيلها:
| اسم العملية    | التعريف                                                                  | مجسَّمات تنتج بتطبيقها |
| -------------- | ------------------------------------------------------------------------ | --- |
| التعزيز        | إلصاق القاعدة الكبرى لقبة مُثلَّثة على واحد أو أكثر على وجوه متعدد وجوه آخر | ثنائي القبة المُثلَّثة القائم {\displaystyle J_{27}}، رباعي وجوه مبتور مُعزَّز {\displaystyle J_{65}}                                                             |
| الإطالة        | إلصاق قاعدتها الكبرى على قاعدة موشور                                     | قبة مُثلَّثة مُطالة {\displaystyle J_{18}}، ثنائي القبة المُثلَّثة القائم المُطال {\displaystyle J_{35}}، ثنائي القبة المُثلَّثة المبروم المُطال {\displaystyle J_{36}} |
| الإطالة بالبرم | إلصاق قاعدتها الكبرى على قاعدة موشور تخالفي                              | قبة مثلثة مُطالة بالبرم {\displaystyle J_{22}}، ثنائي القبة المُثلَّثة المُطال بالبرم {\displaystyle J_{44}}                                                     |

## معرض الصور
- نموذج ثلاثي الأبعاد للقبة المثلثة

شبكة قبة مُثلَّثة ملونة
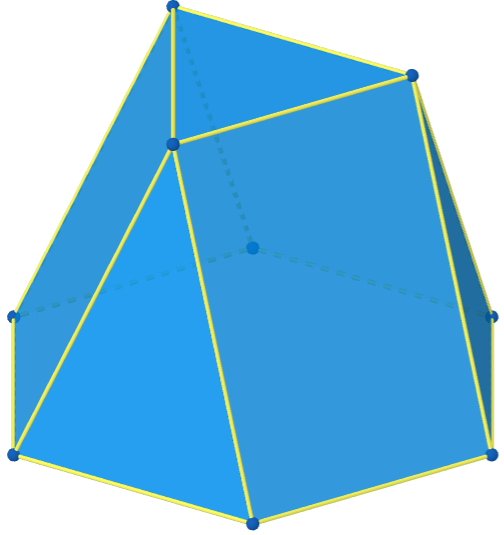
قبة مُثلَّثة غير منتظمة

## مصطلحات
1. ↑  (بالإنجليزية: Triangular cupola)
2. ↑  (بالإنجليزية: Augmentation)
3. ↑  (بالإنجليزية: Elongation)
4. ↑  (بالإنجليزية: Gyroelongation)

## وصلات خارجية
- القبة المُثلَّثة في موسوعة عالم الرياضيات.